# Сатурн (премия, 2000)
26-я церемония награждения премии «Сатурн» за заслуги в области фантастики, фэнтези и фильмов ужасов за 1999 год состоялась 6 июня 2000 года, в США.
В этом году к телевизионным наградам были добавлены две новые категории — за лучшую мужскую и лучшую женскую роли второго плана.

## Лауреаты и номинанты
Лауреаты указаны первыми, выделены жирным шрифтом и  отдельным цветом. 

### Награды для игрового кино
| Категория                                        | Лауреаты и номинанты                                                                           | Лауреаты и номинанты                                                                                |
| ------------------------------------------------ | ---------------------------------------------------------------------------------------------- | --------------------------------------------------------------------------------------------------- |
| Лучший научно-фантастический фильм               | • Матрица / The Matrix                                                                         | • Матрица / The Matrix                                                                              |
| Лучший научно-фантастический фильм               | • Звёздные войны. Эпизод I: Скрытая угроза / Star Wars Episode I: The Phantom Menace           | |
| Лучший научно-фантастический фильм               | • Тринадцатый этаж / The Thirteenth Floor                                                      | |
| Лучший научно-фантастический фильм               | • Экзистенция / eXistenZ                                                                       | |
| Лучший научно-фантастический фильм               | • В поисках Галактики / Galaxy Quest                                                           | |
| Лучший научно-фантастический фильм               | • Чёрная дыра / Pitch Black                                                                    | |
| Лучший фильм-фэнтези                             | • Быть Джоном Малковичем / Being John Malkovich                                                | • Быть Джоном Малковичем / Being John Malkovich                                                     |
| Лучший фильм-фэнтези                             | • Остин Пауэрс: Шпион, который меня соблазнил / Austin Powers: The Spy Who Shagged Me          | |
| Лучший фильм-фэнтези                             | • Мумия / The Mummy                                                                            | |
| Лучший фильм-фэнтези                             | • Стюарт Литтл / Stuart Little                                                                 | |
| Лучший фильм-фэнтези                             | • Тарзан (м/ф) / Tarzan                                                                        | |
| Лучший фильм-фэнтези                             | • История игрушек 2 (м/ф) / Toy Story 2                                                        | |
| Лучший фильм ужасов                              | • Шестое чувство / The Sixth Sense                                                             | • Шестое чувство / The Sixth Sense                                                                  |
| Лучший фильм ужасов                              | • Ведьма из Блэр: Курсовая с того света / The Blair Witch Project                              | |
| Лучший фильм ужасов                              | • Людоед / Ravenous                                                                            | |
| Лучший фильм ужасов                              | • Сонная Лощина / Sleepy Hollow                                                                | |
| Лучший фильм ужасов                              | • Стигматы / Stigmata                                                                          | |
| Лучший фильм ужасов                              | • Убить миссис Тингл / Teaching Mrs. Tingle                                                    | |
| Лучший приключенческий фильм, боевик или триллер | • Зелёная миля / The Green Mile                                                                | • Зелёная миля / The Green Mile                                                                     |
| Лучший приключенческий фильм, боевик или триллер | • Дорога на Арлингтон / Arlington Road                                                         | |
| Лучший приключенческий фильм, боевик или триллер | • Октябрьское небо / October Sky                                                               | |
| Лучший приключенческий фильм, боевик или триллер | • Расплата / Payback                                                                           | |
| Лучший приключенческий фильм, боевик или триллер | • Талантливый мистер Рипли / The Talented Mr. Ripley                                           | |
| Лучший приключенческий фильм, боевик или триллер | • И целого мира мало / The World Is Not Enough                                                 | |
| Лучший киноактёр                                 | Тим Аллен                                                                                      | • Тим Аллен — «В поисках Галактики» (за роль Джейсона Несмита)                                      |
| Лучший киноактёр                                 | Тим Аллен                                                                                      | • Джонни Депп — Сонная Лощина (за роль Икабода Крейна)                                              |
| Лучший киноактёр                                 | Тим Аллен                                                                                      | • Брендан Фрэйзер — «Мумия» (за роль Рик О’Коннелл\|Ричарда «Рика» О’Коннелла)                      |
| Лучший киноактёр                                 | Тим Аллен                                                                                      | • Лиам Нисон — «Звёздные войны. Эпизод I: Скрытая угроза» (за роль Квай-Гона Джинна)                |
| Лучший киноактёр                                 | Тим Аллен                                                                                      | • Киану Ривз — «Матрица» (за роль Нео)                                                              |
| Лучший киноактёр                                 | Тим Аллен                                                                                      | • Брюс Уиллис — «Шестое чувство» (за роль доктора Малкольма Крау)                                   |
| Лучшая киноактриса                               | Кристина Риччи                                                                                 | • Кристина Риччи — Сонная Лощина (за роль Катрины Ван Тассел)                                       |
| Лучшая киноактриса                               | Кристина Риччи                                                                                 | • Хизер Грэм — «Остин Пауэрс: Шпион, который меня соблазнил» (за роль Фелиции Трахвелл)             |
| Лучшая киноактриса                               | Кристина Риччи                                                                                 | • Кэтрин Кинер — «Быть Джоном Малковичем» (за роль Максин Лунд)                                     |
| Лучшая киноактриса                               | Кристина Риччи                                                                                 | • Керри-Энн Мосс — «Матрица» (за роль Тринити)                                                      |
| Лучшая киноактриса                               | Кристина Риччи                                                                                 | • Сигурни Уивер — «В поисках Галактики» (за роль Гвэн ДиМарко)                                      |
| Лучшая киноактриса                               | Кристина Риччи                                                                                 | • Рэйчел Вайс — «Мумия» (за роль Эвелин «Эви» Карнахан)                                             |
| Лучший актёр второго плана                       | Майкл Кларк Дункан                                                                             | • Майкл Кларк Дункан — «Зелёная миля» (за роль Джона Коффи)                                         |
| Лучший актёр второго плана                       | Майкл Кларк Дункан                                                                             | • Лоренс Фишберн — «Матрица» (за роль Морфеуса)                                                     |
| Лучший актёр второго плана                       | Майкл Кларк Дункан                                                                             | • Джуд Лоу — «Талантливый мистер Рипли» (за роль Дикки Гринлифа)                                    |
| Лучший актёр второго плана                       | Майкл Кларк Дункан                                                                             | • Юэн Макгрегор — «Звёздные войны. Эпизод I: Скрытая угроза» (за роль Оби-Вана Кеноби)              |
| Лучший актёр второго плана                       | Майкл Кларк Дункан                                                                             | • Алан Рикман — «В поисках Галактики» (за роль Александра Дэйна)                                    |
| Лучший актёр второго плана                       | Майкл Кларк Дункан                                                                             | • Кристофер Уокен — «Сонная Лощина» (за роль всадника без головы)                                   |
| Лучшая актриса второго плана                     | Патриша Кларксон                                                                               | • Патриша Кларксон — «Зелёная миля» (за роль Мелинды Мурс)                                          |
| Лучшая актриса второго плана                     | Патриша Кларксон                                                                               | • Пернилла Аугуст — «Звёздные войны. Эпизод I: Скрытая угроза» (за роль Шми Скайуокер)              |
| Лучшая актриса второго плана                     | Патриша Кларксон                                                                               | • Джоан Кьюсак — «Дорога на Арлингтон» (за роль Шерил Лэнг)                                         |
| Лучшая актриса второго плана                     | Патриша Кларксон                                                                               | • Джина Дэвис — «Стюарт Литтл» (за роль миссис Элеонор Литтл)                                       |
| Лучшая актриса второго плана                     | Патриша Кларксон                                                                               | • Миранда Ричардсон — «Сонная Лощина» (за роль леди Ван Тассел)                                     |
| Лучшая актриса второго плана                     | Патриша Кларксон                                                                               | • Сисси Спэйсек — «Взрыв из прошлого» (за роль Хелен Уэббер)                                        |
| Лучший молодой актёр или актриса                 |                                                                                                | • Хэйли Джоэл Осмент — «Шестое чувство» (за роль Коула Сиэра)                                       |
| Лучший молодой актёр или актриса                 | • Эмили Бергл — «Кэрри 2: Ярость» (за роль Рэйчел Лэнг)                                        | |
| Лучший молодой актёр или актриса                 | • Джейк Ллойд — «Звёздные войны. Эпизод I: Скрытая угроза» (за роль Энакина Скайуокера)        | |
| Лучший молодой актёр или актриса                 | • Джастин Лонг — «В поисках Галактики» (за роль Брэндона)                                      | |
| Лучший молодой актёр или актриса                 | • Натали Портман — «Звёздные войны. Эпизод I: Скрытая угроза» (за роль королевы Падме Амидалы) | |
| Лучший молодой актёр или актриса                 | • Девон Сава — «Рука-убийца» (за роль Энтона Тобиаса)                                          | |
| Лучшая режиссура                                 |                                                                                                | • Энди и Ларри Вачовски за фильм «Матрица»                                                          |
| Лучшая режиссура                                 | • Тим Бёртон — «Сонная Лощина»                                                                 | |
| Лучшая режиссура                                 | • Фрэнк Дарабонт — «Зелёная миля»                                                              | |
| Лучшая режиссура                                 | • Джордж Лукас — «Звёздные войны. Эпизод I: Скрытая угроза»                                    | |
| Лучшая режиссура                                 | • Дин Паризо — «В поисках Галактики»                                                           | |
| Лучшая режиссура                                 | • Стивен Соммерс — «Мумия»                                                                     | |
| Лучший сценарий                                  |                                                                                                | • Чарли Кауфман — «Быть Джоном Малковичем»                                                          |
| Лучший сценарий                                  | • Эрен Крюгер — «Дорога на Арлингтон»                                                          | |
| Лучший сценарий                                  | • М. Найт Шьямалан — «Шестое чувство»                                                          | |
| Лучший сценарий                                  | • Стивен Соммерс — «Мумия»                                                                     | |
| Лучший сценарий                                  | • Энди и Ларри Вачовски — «Матрица»                                                            | |
| Лучший сценарий                                  | • Эндрю Кевин Уокер — «Сонная Лощина»                                                          | |
| Лучшая музыка                                    |                                                                                                | • Дэнни Эльфман за музыку к фильму «Сонная Лощина»                                                  |
| Лучшая музыка                                    | • Джерри Голдсмит — «Мумия»                                                                    | |
| Лучшая музыка                                    | • Дэвид Ньюман — «В поисках Галактики»                                                         | |
| Лучшая музыка                                    | • Рэнди Ньюман — «История игрушек 2»                                                           | |
| Лучшая музыка                                    | • Томас Ньюман — «Зелёная миля»                                                                | |
| Лучшая музыка                                    | • Майк Найман и Деймон Албарн — «Людоед»                                                       | |
| Лучшие костюмы                                   | • Триша Биггар — «Звёздные войны. Эпизод I: Скрытая угроза»                                    | • Триша Биггар — «Звёздные войны. Эпизод I: Скрытая угроза»                                         |
| Лучшие костюмы                                   | • Коллин Этвуд — «Сонная Лощина»                                                               | |
| Лучшие костюмы                                   | • Ким Баррет — «Матрица»                                                                       | |
| Лучшие костюмы                                   | • Джон Блумфилд — «Мумия»                                                                      | |
| Лучшие костюмы                                   | • Мэрилин Вэнс — «Таинственные люди»                                                           | |
| Лучшие костюмы                                   | • Альберт Вольски — «В поисках Галактики»                                                      | |
| Лучший грим                                      | • Ник Дадмэн и Эйлин Ситон — «Мумия»                                                           | • Ник Дадмэн и Эйлин Ситон — «Мумия»                                                                |
| Лучший грим                                      | • Стэн Уинстон, Халли Д’Амор и Ве Нилл — «В поисках Галактики»                                 | |
| Лучший грим                                      | • Никки Гули, Боб МакКэррон и Венди Сэйнсбери — «Матрица»                                      | |
| Лучший грим                                      | • Фей Хаммонд — «Людоед»                                                                       | |
| Лучший грим                                      | • Кевин Ягер и Питер Оуэн — «Сонная Лощина»                                                    | |
| Лучший грим                                      | • Пол Энгелен, Сью Лав и Ник Дадмэн — «Звёздные войны. Эпизод I: Скрытая угроза»               | |
| Лучшие спецэффекты                               | Деннис Мьюрен                                                                                  | • Роб Коулмэн, Джон Нолл, Деннис Мьюрен, Скотт Сквайрс — «Звёздные войны. Эпизод I: Скрытая угроза» |
| Лучшие спецэффекты                               | Деннис Мьюрен                                                                                  | • Стэн Уинстон, Билл Джордж, Ким Бромли, Роберт Стэдд — «В поисках Галактики»                       |
| Лучшие спецэффекты                               | Деннис Мьюрен                                                                                  | • Джон Гаэта, Janek Sirrs, Стив Картли, Jon Thum — «Матрица»                                        |
| Лучшие спецэффекты                               | Деннис Мьюрен                                                                                  | • Джон Эндрю Бертон мл. , Дэниэл Жанетт, Бен Сноу, Крис Корбоулд — «Мумия»                          |
| Лучшие спецэффекты                               | Деннис Мьюрен                                                                                  | • Джим Митчелл, Джосс Уильямс, Кевин Ягер, Марк С. Миллер — «Сонная Лощина»                         |
| Лучшие спецэффекты                               | Деннис Мьюрен                                                                                  | • Джон Дайкстра, Генри Ф. Андерсон III, Джером Чен, Эрик Аллард — «Стюарт Литтл»                    |

### Телевизионные награды
| Категория                                                                                   | Лауреаты и номинанты                                                                 | Лауреаты и номинанты                                                              |
| ------------------------------------------------------------------------------------------- | ------------------------------------------------------------------------------------ | --------------------------------------------------------------------------------- |
| Лучший телесериал, сделанный для эфирного телевидения (Best Network Television Series)      | • Сейчас или никогда / Now and Again                                                 | • Сейчас или никогда / Now and Again                                              |
| Лучший телесериал, сделанный для эфирного телевидения (Best Network Television Series)      | • Ангел / Angel                                                                      |                                                                                   |
| Лучший телесериал, сделанный для эфирного телевидения (Best Network Television Series)      | • Баффи — истребительница вампиров / Buffy the Vampire Slayer                        |                                                                                   |
| Лучший телесериал, сделанный для эфирного телевидения (Best Network Television Series)      | • Город пришельцев / Roswell                                                         |                                                                                   |
| Лучший телесериал, сделанный для эфирного телевидения (Best Network Television Series)      | • Семь дней / Seven Days                                                             |                                                                                   |
| Лучший телесериал, сделанный для эфирного телевидения (Best Network Television Series)      | • Секретные материалы / The X-Files                                                  |                                                                                   |
| Лучший телесериал, сделанный для кабельного телевидения (Best Syndicated Television Series) | • Звёздные врата: SG-1 / Stargate SG-1                                               | • Звёздные врата: SG-1 / Stargate SG-1                                            |
| Лучший телесериал, сделанный для кабельного телевидения (Best Syndicated Television Series) | • Амазония / Amazon                                                                  |                                                                                   |
| Лучший телесериал, сделанный для кабельного телевидения (Best Syndicated Television Series) | • На краю Вселенной / Farscape                                                       |                                                                                   |
| Лучший телесериал, сделанный для кабельного телевидения (Best Syndicated Television Series) | • Добро против зла / G vs E                                                          |                                                                                   |
| Лучший телесериал, сделанный для кабельного телевидения (Best Syndicated Television Series) | • За гранью возможного / The Outer Limits                                            |                                                                                   |
| Лучший телесериал, сделанный для кабельного телевидения (Best Syndicated Television Series) | • Звёздный путь: Глубокий космос 9 / Star Trek: Deep Space Nine                      |                                                                                   |
| Лучшая телепостановка (Best Single Genre Television Presentation)                           | • Буря столетия / Storm of the Century                                               | • Буря столетия / Storm of the Century                                            |
| Лучшая телепостановка (Best Single Genre Television Presentation)                           | • Скотный двор / Animal Farm                                                         |                                                                                   |
| Лучшая телепостановка (Best Single Genre Television Presentation)                           | • Духи Рождества / A Christmas Carol                                                 |                                                                                   |
| Лучшая телепостановка (Best Single Genre Television Presentation)                           | • Путешествие к центру Земли / Journey to the Center of the Earth                    |                                                                                   |
| Лучшая телепостановка (Best Single Genre Television Presentation)                           | • Страна фей / The Magical Legend of the Leprechauns                                 |                                                                                   |
| Лучшая телепостановка (Best Single Genre Television Presentation)                           | • Похитители прошлого / The Time Shifters                                            |                                                                                   |
| Лучший телеактёр (Best Genre TV Actor)                                                      |                                                                                      | • Дэвид Борианаз — «Ангел» (за роль Ангела)                                       |
| Лучший телеактёр (Best Genre TV Actor)                                                      | • Ричард Дин Андерсон — «Звёздные врата: SG-1» (за роль полковника Джека О’Нилла)    |                                                                                   |
| Лучший телеактёр (Best Genre TV Actor)                                                      | • Джейсон Бер — «Город пришельцев» (за роль Макса Эванса)                            |                                                                                   |
| Лучший телеактёр (Best Genre TV Actor)                                                      | • Бен Браудер — «На краю Вселенной» (за роль Джона Крайтона)                         |                                                                                   |
| Лучший телеактёр (Best Genre TV Actor)                                                      | • Эрик Клоуз — «Сейчас или никогда» (за роль Майкла Уайзмана)                        |                                                                                   |
| Лучший телеактёр (Best Genre TV Actor)                                                      | • Патрик Стюарт — «Духи Рождества» (за роль мистера Эбенезера Скруджа)               |                                                                                   |
| Лучшая телеактриса (Best Genre TV Actress)                                                  |                                                                                      | • Маргарет Колин — «Сейчас или никогда» (за роль Лизы Уайзман)                    |
| Лучшая телеактриса (Best Genre TV Actress)                                                  | • Джиллиан Андерсон — «Секретные материалы» (за роль агента ФБР Даны Скалли)         |                                                                                   |
| Лучшая телеактриса (Best Genre TV Actress)                                                  | • Клаудия Блэк — «На краю Вселенной» (за роль Айрин Сун)                             |                                                                                   |
| Лучшая телеактриса (Best Genre TV Actress)                                                  | • Шеннен Доэрти — «Зачарованные» (за роль Прю Холливелл)                             |                                                                                   |
| Лучшая телеактриса (Best Genre TV Actress)                                                  | • Сара Мишель Геллар — «Баффи — истребительница вампиров» (за роль Баффи Саммерс)    |                                                                                   |
| Лучшая телеактриса (Best Genre TV Actress)                                                  | • Кейт Малгрю — «Звёздный путь: Вояджер» (за роль капитана Кэтрин Джейнвэй)          |                                                                                   |
| Лучший телеактёр второго плана (Best Genre TV Supporting Actor)                             | Деннис Хэйсберт                                                                      | • Деннис Хэйсберт — «Сейчас или никогда» (за роль доктора Теодора Морриса)        |
| Лучший телеактёр второго плана (Best Genre TV Supporting Actor)                             | Деннис Хэйсберт                                                                      | • Николас Брендон — «Баффи — истребительница вампиров» (за роль Ксандера Харриса) |
| Лучший телеактёр второго плана (Best Genre TV Supporting Actor)                             | Деннис Хэйсберт                                                                      | • Колм Фиори — «Буря столетия» (за роль Андре Линожа)                             |
| Лучший телеактёр второго плана (Best Genre TV Supporting Actor)                             | Деннис Хэйсберт                                                                      | • Джереми Лондон — «Путешествие к центру Земли» (за роль Йонаса Литтона)          |
| Лучший телеактёр второго плана (Best Genre TV Supporting Actor)                             | Деннис Хэйсберт                                                                      | • Джеймс Марстерс — «Баффи — истребительница вампиров» (за роль Спайка)           |
| Лучший телеактёр второго плана (Best Genre TV Supporting Actor)                             | Деннис Хэйсберт                                                                      | • Роберт Пикардо — «Звёздный путь: Вояджер» (за роль Доктора)                     |
| Лучшая телеактриса второго плана (Best Genre TV Supporting Actress)                         |                                                                                      | • Жустина Вэйл — «Семь дней» (за роль доктора Ольги Вукавич)                      |
| Лучшая телеактриса второго плана (Best Genre TV Supporting Actress)                         | • Каризма Карпентер — «Ангел» (за роль Корделии Чейз)                                |                                                                                   |
| Лучшая телеактриса второго плана (Best Genre TV Supporting Actress)                         | • Вирджиния Хей — «На краю Вселенной» (за роль Па’У Зото Заан)                       |                                                                                   |
| Лучшая телеактриса второго плана (Best Genre TV Supporting Actress)                         | • Хизер Матараццо — «Сейчас или никогда» (за роль Хизер Уайзман)                     |                                                                                   |
| Лучшая телеактриса второго плана (Best Genre TV Supporting Actress)                         | • Джери Райан — «Звёздный путь: Вояджер» (за роль Семь-из-девяти)                    |                                                                                   |
| Лучшая телеактриса второго плана (Best Genre TV Supporting Actress)                         | • Аманда Таппинг — «Звёздные врата: SG-1» (за роль капитана / майора Саманты Картер) |                                                                                   |

### Видео
| Лучшее видео-издание (Best Home Video Release) | • Фан-клуб / Free Enterprise                                                           |
| Лучшее видео-издание (Best Home Video Release) | • От заката до рассвета 3: Дочь палача / From Dusk Till Dawn 3: The Hangman’s Daughter |
| Лучшее видео-издание (Best Home Video Release) | • Стальной гигант / The Iron Giant                                                     |
| Лучшее видео-издание (Best Home Video Release) | • Синдром Стендаля / La sindrome di Stendhal                                           |
| Лучшее видео-издание (Best Home Video Release) | • Трекки (док.) / Trekkies                                                             |

### Специальные награды
| Награда                                            | Лауреаты                                                          |
| -------------------------------------------------- | ----------------------------------------------------------------- |
| Премия Джорджа Пала (George Pal Memorial Award)    | • Дуглас Уик                                                      |
| Премия за достижения в карьере (Life Career Award) | • Дик Ван Дайк                                                    |
| Премия за достижения в карьере (Life Career Award) | • Джордж Баррис — дизайнер бэтмобиля к фильму и сериалу 1966 года |
| Президентская премия (President’s Award)           | • Ричард Доннер                                                   |
| Награда за заслуги (Service Award)                 | • Джеффри Уокер                                                   |